# نقشارة الغاب
نقشارة الغاب تسمى أيضا نقشارة الشجر (الاسم العلمي:   Phylloscopus  sibilatrix) (بالإنجليزية: Wood  Warbler)‏ هو طائر ينتمي إلى (فصيلة: Phylloscopidae).

## موطن
تبني أعشاشها في الأراضي المشجرة بأشجار الزان والبلوط مع وجود غطاء نباتي لبناء اعشاشها حيث تبني العش على شكل قبة بالقرب من سطح الأرض في شجيرة منخفضة، تضع بين 6 أو 7 بيضات في شهر مايو . وهو يعاني تناقصاً في أعداده فهو يتكاثر في مساحات واسعة ممتدة عبر أوروبا، إلا أنه يقضي موسم عدم التزاوج في منطقة صغيرة نسيباً في غرب ووسط أفريقيا، كما أن نمط الهجرة محود الانتشار يرتبط بانخفاض أعداد هذا الطائر 

## وصف
يبلغ طول نقشارة الغاب 11-12,5 سم، تشبه من حيث الشكل العام الانواع التابعة لهازجات الورق (النقشارات)، تكون خضراء من الأعلى وبيضاء من الأسفل، والصدر أصفر ليموني اللون. يمكن تفريقها عن الأنواع المشابه لها مظهرياً، كالنقشارة الاعتيادية ونقشارة الصفصاف، بالحاجب الأصفر والزور وأعلى الصدر الملونة بالأصفر وقاعدة الذيل العلوية صفراء شاحبة، وذيلها أقصر ولكنه أعرض.